# Хора
 За други значения вижте Хора (пояснение).  
Хората (Homo) са род от семейство Човекоподобни, включващ съвременния човек, единственият жив представител на рода. Най-скоро изчезналите видове са Homo floresiensis (преди 12 хиляди години) и Homo neanderthalensis (преди 30 хиляди години).
Родът Homo е най-близко свързан с Kenyanthropus platyops, който вероятно е неговият родителски вид. Чрез него хората са свързани с родовете Paranthropus и Australopithecus.

## Класификация
Род Хора
- Вид †Homo antecessor Bermudez de Castro, Arsuaga, Carbonell, Rosas, Martinez & Mosquera, 1997 – Предшестващ човек
- Вид †Homo cepranensis Mallegni, Carnieri, Bisconti, Tartarelli, Ricci, Biddittu & Segre, 2003
- Вид †Изправен човек (Homo erectus) François N.A. Dubois, 1894
- Вид †Работещ човек (Homo ergaster) Groves & Mazak, 1975
- Вид †Флоренски човек (Homo floresiensis) Brown, Sutikna, Morwood, Soejono, Jatmiko, Saptomo & Due, 2004 (открит през 2003)
- Вид †Homo georgicus Vekua, 2002 – Грузински човек
- Вид †Сръчен човек (Homo habilis) Leakey, Tobias & Napier, 1964
- Вид †Хайделбергски човек (Homo heidelbergensis) Schoetensack, 1908
- Вид †Homo microcranous
- Вид †Неандерталец (Homo neanderthalensis) William King, 1864
- Вид †Ориенталски човек (Homo orientalis)
- Вид †Homo platyops Cela-Conde & Ayala, 2003
- Вид †Родезийски човек (Homo rhodesiensis) Woodward, 1921
- Вид †Homo rudolfensis Alexeev, 1986
- Вид Разумен човек (Homo sapiens) Carolus Linnaeus, 1758
  - Подвид †Homo sapiens idaltu White, 2003 (открит през 1997)
  - Подвид Съвременен човек (Homo sapiens sapiens) Carolus Linnaeus, 1758

H. heidelbergensis и H. neanderthalensis са близки помежду си и в миналото са смятани за подвидове на H. sapiens, но анализът на митохондриална ДНК показва, че разликите са достатъчни, за да се смятат за отделни видове. H. rhodesiensis и H. cepranensis също са по-тясно свързани помежду си, отколкото с другите видове.
| Вид                 | Кога е живял (млн. години) | Къде е живял                                | Височина    | Тегло       | Обем на черепа (cm³) | Фосили      | Откриване / публикуване на името |
| ------------------- | -------------------------- | ------------------------------------------- | ----------- | ----------- | -------------------- | ----------- | -------------------------------- |
| H. denisova         | 0,04                       | Алтайски край                               |             |             |                      | 1 място     | 2010                             |
| H. antecessor       | 1,2 – 0,8                  | Испания                                     | 1,75 m      | 90 kg       | 1000                 | 2 места     | 1997                             |
| H. cepranensis      | 0,5 – 0,35                 | Италия                                      |             |             | 1000                 | 1 череп     | 1994 / 2003                      |
| H. erectus          | 1,8 – 0,2                  | Африка, Евразия (Ява, Китай, Индия, Кавказ) | 1,8 m       | 60 kg       | 850–1100             | много       | 1891 / 1892                      |
| H. ergaster         | 1,9 – 1,4                  | Източна и Южна Африка                       | 1,9 m       |             | 700–850              | много       | 1975                             |
| H. floresiensis     | 0,10 – 0,012               | Индонезия                                   | 1 m         | 25 kg       | 400                  | 7           | 2003 / 2004                      |
| H. gautengensis     | >2 – 0,6                   | Южна Африка                                 | 1 m         |             |                      | 1           | 2010 / 2010                      |
| H. habilis          | 2,3 – 1,4                  | Африка                                      | 1 – 1,5 m   | 33 – 55 kg  | 510–660              | много       | 1960 / 1964                      |
| H. heidelbergensis  | 0,6 – 0,35                 | Европа, Африка, Китай                       | 1,8 m       | 90 kg       | 1100–1400            | много       | 1908                             |
| H. neanderthalensis | 0,35 – 0,03                | Европа, Югозападна Азия                     | 1,6 m       | 55 – 70 kg  | 1200–1900            | много       | 1829 / 1864                      |
| H. rhodesiensis     | 0,3 – 0,12                 | Замбия                                      |             |             | 1300                 | много малко | 1921                             |
| H. rudolfensis      | 1.9                        | Кения                                       |             |             | 700                  | 2 места     | 1972 / 1986                      |
| H. sapiens idaltu   | 0,16 – 0,15                | Етиопия                                     |             |             | 1450                 | 3 черепа    | 1997 / 2003                      |
| H. sapiens sapiens  | 0,2 – настояще             | по целия свят                               | 1,4 – 1,9 m | 50 – 100 kg | 1000–1980            | още е жив   | – / 1758                         |